# Saint-Germain-les-Vergnes
Saint-Germain-les-Vergnes település Franciaországban, Corrèze megyében. Lakosainak száma 1149 fő (2022. január 1.). Saint-Germain-les-Vergnes Chanteix, Favars, Sadroc, Sainte-Féréole, Saint-Hilaire-Peyroux, Saint-Mexant és Saint-Pardoux-l’Ortigier községekkel határos.

## Népesség
A település népessége az elmúlt években az alábbi módon változott:
| Lakosok száma | 804  | 854  | 914  | 916  | 1043 | 1072 | 1114 | 1129 | 1136 | 1149 |
|               | 1968 | 1982 | 1990 | 2006 | 2013 | 2015 | 2017 | 2019 | 2020 | 2022 |